# Celulozni etanol
Celulozni etanol ili bioetanol iz lignocelulozne biomase spada u drugu generaciju biogoriva. Proizvodnja bioetanola, kao obnovljivog goriva, dosad se uglavnom temeljila na sirovinama na bazi jednostavnih šećera ili škroba. Međutim, jer se te sirovine koriste u ljudskoj prehrani i ishrani životinja, proizvodnja bioetanola iz istih smatra se neekonomičnom. Stoga je cilj buduću proizvodnju bioetanola temeljiti na lignoceluloznoj biomasi, odnosno na sirovinama poput poljoprivrednih i šumskih ostataka. Lignocelulozna biomasa po sastavu se sastoji od lignina, hemiceluloze i celuloze. Upravo složenost strukture lignocelulozne biomase uvjetuje primjenu različitih vrsta predtretmana, koji prethode procesu hidrolize celuloze i hemiceluloze na fermentabilne šećere. Predtretmani mogu biti fizikalni (mehaničko usitnjavanje, piroliza), fizikalno-kemijski (autohidroliza, eksplozija u tekućem amonijaku, eksplozija u ugljikovom dioksidu CO2), kemijski (ozonoliza, kiselinska hidroliza, alkalna hidroliza, oksidativna delignifikacija) i biološki (pomoću mikroorganizama).

## Lignocelulozna biomasa
Većina ugljikohidrata može se u procesu hidrolize razgraditi do jednostavnih šećera, te potom, fermentirati u etanol. Međutim, u slučaju kada su u materijalu prisutne celuloza i hemiceluloza, proizvodnja bioetanola razlikuje se od tradicionalne tehnologije „od škroba do etanola“ zbog složenosti kemijske strukture tih komponenti. Lignocelulozna biomasa može se podijeliti u nekoliko skupina i to: poljoprivredni ostaci, šumarski ostaci i kruti gradski otpad. Proizvodnja bioetanola iz tih sirovina nalaže se i kao zanimljivo rješenje za njihovo zbrinjavanje. Činjenica da je velika količina lignoceluloznoga materijala, u stvari, ostatak koji potječe iz poljoprivredne proizvodnje ili industrije, otvara mogućnosti proizvodnje bioetanola u velikim količinama. Suprotno postupku proizvodnje bioetanola iz škrobnih sirovina, razgradnji lignocelulozne biomase do monomera šećera prethode različite vrste predtretmana, koji osiguravaju bolju iskoristivost sirovine i u konačnici veći prinos bioetanola. Cilj primjene predtretmana je promjena lignoceluloznog materijala kako bi se razgradila njegova struktura i poboljšala enzimatska razgradnja. Budući da hemiceluloza u takvoj molekuli tvori vrlo čvrste veze s ligninom i celulozom, mnogi predtretmani imaju za cilj ukloniti upravo hemicelulozu.
Lignoceluloza je jedan od najčešćih biopolimera u prirodi. Za razliku od zrna žitarica, u kojima je škrob najznačajniji ugljikohidrat, lignocelulozna biomasa sastoji se od celuloze (40 - 50 %), hemiceluloze (25 - 35 %) i lignina (15 - 20 %). Udio tih komponenti u biomasi razlikuje se ovisno o sirovini, ali stabljika kukuruza, u odnosu na klip kukuruza, slamu pšenice i trave, ima najmanji udio lignina u svojem sastavu, što znači da je i najpogodnija sirovina za proizvodnju bioetanola.
Celuloza je možda najvažnija komponenta u većini staničnih stijenki biljaka, koja se sastoji od dugačkih lanaca glukoze, kao i škroba, međutim različite strukturalne konfiguracije. Upravo strukturalne karakteristike i obavijenost celuloze i hemiceluloze ligninom, čine lignocelulozni materijal težim za hidrolizu od škrobnih sirovina. Lignin je, pak, visoko razgranata molekula, te čini ključnu komponentu stanične stijenke. Međutim, tijekom procesa konverzije biomase u bioetanol, lignin smanjuje enzimatsku razgradljivost biomase. Postoje značajne prepreke u učinkovitoj proizvodnji bioetanola iz poljoprivrednih ostataka. One se primarno odnose na čvrste fizikalne i kemijske veze između lignina i polisaharida u staničnoj stijenci biljke, te na kristalnu strukturu celuloze. Lignin je komponenta u staničnoj stijenci koja tvori zaštitni sloj oko lanaca celuloze i hemiceluloze, štiteći na taj način te polisaharide od enzimatske razgradnje. Kako bi se biomasa pretvorila u bioetanol, celuloza mora biti u obliku u kojem je dostupna celulolitičkim enzimima.

## Predtretmani u proizvodnji bioetanola iz lignocelulozne biomase
Proizvodnja bioetanola iz lignocelulozne biomase uključuje nekoliko osnovnih koraka i to predtretman biomase, hidrolizu celuloze i hemiceluloze, te fermentaciju jednostavnih šećera. Najveći izazov u pretvorbi lignocelulozne biomase u bioetanol je njezin predtretman. Zbog složene strukture te sirovine, predtretman poboljšava razgradnju sirovine, uvjetuje uklanjanje lignina, dovodi do djelomične ili potpune hidrolize hemiceluloze, te smanjenja količine kristalinične frakcije celuloze. Također, i jednostavni šećeri, koji ostaju nakon razgradnje hemiceluloze, mogu se pretvarati u bioetanol.
Sirova, netretirana biomasa vrlo je otporna na enzimatsku razgradnju. Stoga je razvijen veliki broj različitih metoda predtretmana, s ciljem poboljšanja razgradljivosti te sirovine, jer su dosadašnja istraživanja pokazala direktnu vezu između uklanjanja lignina i hemiceluloze i probavljivosti celuloze. Cijeli niz predtretmana može se primijeniti u proizvodnji bioetanola iz lignocelulozne biomase, s tim da tip predtretmana može utjecati samo na neke sastavne komponente biomase. To uvjetuje da se u procesu hidrolize lignocelulozne biomase moraju koristiti i dodatni enzimi, što poskupljuje cijeli proces. Predtretman u tehnologiji proizvodnje bioetanola iz lignocelulozne biomase mora poboljšati efikasnost hidrolize, izbjeći moguću razgradnju ili gubitak ugljikohidrata, izbjeći tvorbu ostataka proizvoda koji inhibiraju daljnje procese hidrolize i fermentacije, kao i biti ekonomičan. Predtretmani mogu biti fizikalni, kemijski, fizikalno-kemijski i biološki.

### Fizikalni predtretmani

#### Mehaničko usitnjavanje
Lignocelulozna biomasa može se usitnjavati kombinacijom sjeckanja i mljevenja, s ciljem smanjenja kristaliničnosti celuloze. Mehaničko odvajanje frakcija, ovisno o veličini čestica, ostvaruje se mljevenjem u mlinovima. Veličina čestica materijala nakon sjeckanja je od 10 do 30 mm, dok je nakon mljevenja ona od 0,2 do 2,0 mm. Količina energije koja se utroši za mehaničko usitnjavanje poljoprivrednih otpadaka ovisi o željenoj veličini konačnoga proizvoda, kao i o svojstvima biomase.

#### Piroliza
Piroliza je postupak u kojem dolazi do razgradnje neke organske tvari zbog djelovanja topline bez prisustva kisika ili nekoga reagensa, osim vodene pare. Na temperaturi iznad 300 °C, celuloza iz lignocelulozne biomase naglo se razgrađuje, nakon čega dolazi do tvorbe plinova i ostatka. Pri nižim temperaturama, razgradnja je znatno sporija. Blaga kiselinska hidroliza ostataka nakon pirolize rezultirala je 80 - 85 %-tnom pretvorbom celuloze u reducirajuće šećere.

### Kemijski predtretmani

#### Ozonoliza
Ozon je alotropska modifikacija kisika, a može se koristiti u predtretmanu lignocelulozne biomase, s ciljem razgradnje lignina i hemiceluloze. Nedostatak te metode jest činjenica da ozon u znatnoj mjeri djeluje na lignin, slabije na hemicelulozu, a gotovo nikako na celulozu. Prednosti su mnoge, ali zbog velike količine potrebnog ozona, taj postupak nije ekonomičan. 

#### Kiselinska hidroliza
Hidroliza koncentriranim kiselinama, poput sumporne i klorovodične kiseline, koriste se u predtretmanu lignocelulozne biomase. Kiselinska hidroliza primjenjuje se s ciljem uklanjanja lignina iz materijala. Međutim, kiselinsku hidrolizu, kao predtretman, karakterizira nekoliko nedostataka, i to visoki troškovi procesa, te neutralizacija supstrata potrebna za zadovoljavajuće provođenje daljnje enzimatske hidrolize i fermentacije. 

#### Alkalna hidroliza
Hidroliza nekim lužinama također se može koristiti kao predtretman u proizvodnji bioetanola iz lignocelulozne biomase, a sam učinak predtretmana ovisi o udjelu lignina u materijalu.  Kao i kiselinska, i alkalna hidroliza primjenjuje se s ciljem uklanjanja lignina iz materijala.

### Fizikalno-kemijski predtretmani

#### Autohidroliza
Autohidroliza, odnosno eksplozija vodenom parom, najčešće je korišten predtretman lignocelulozne biomase. U tom predtretmanu, usitnjeni se materijal podvrgava zasićenoj pari pri visokome tlaku, nakon čega se tlak naglo smanji, što dovodi do eksplozivne dekompresije materijala. Tijekom procesa autohidrolize dolazi do djelomične hidrolize hemiceluloze, dok lignin biva depolimeriziran. Prednosti predtretmana autohidrolizom jesu mali troškovi procesa, dok je nedostatak metode djelomično uništavanje frakcije ksilana, nepotpuno kidanje veza između lignina i ugljikohidrata, te tvorba potencijalnih inhibitora hidrolize i fermentacije.

### Biološki predtretman
U biološkom predtretmanu, različite vrste gljivica koriste se za razgradnju lignina, celuloze i hemiceluloze. Taj predtreman koristi se za biomasu s visokim udjelom vode, a može se kombinirati i s djelovanjem povišene temperature.